# Scrophularia landroveri
Scrophularia landroveri är en flenörtsväxtart som beskrevs av Per Erland Berg Wendelbo. Scrophularia landroveri ingår i släktet flenörter, och familjen flenörtsväxter. Inga underarter finns listade i Catalogue of Life.